# Poblado 10
Poblado 10 är en ort i Mexiko.   Den ligger i kommunen Uxpanapa och delstaten Veracruz, i den sydöstra delen av landet, 600 km öster om huvudstaden Mexico City. Poblado 10 ligger 118 meter över havet och antalet invånare är 3 315.
Terrängen runt Poblado 10 är platt norrut, men söderut är den kuperad. Terrängen runt Poblado 10 sluttar norrut. Runt Poblado 10 är det ganska glesbefolkat, med 29 invånare per kvadratkilometer. Poblado 10 är det största samhället i trakten. Omgivningarna runt Poblado 10 är en mosaik av jordbruksmark och naturlig växtlighet.